# Pedro María Olmedo Rivero
Pedro María Olmedo Rivero, C.M.F. (San Juan de Aznalfarache, Sevilla, España, 22 de septiembre de 1952) es un religioso claretiano español que actualmente es obispo emérito de la Prelatura de Humahuaca, en Argentina.

## Biografía
Pedro María Olmedo Rivero se unió a los Misioneros Hijos del Inmaculado Corazón de María y fue ordenado sacerdote el 9 de junio de 1972. El papa Juan Pablo II lo nombró prelado de Humahuaca el 7 de julio de 1993, siendo consagrado por Arsenio Raúl Casado, obispo de Jujuy, el 25 de septiembre del mismo año.
El 23 de octubre de 2019, el papa Francisco aceptó su renuncia por edad. En la Conferencia Episcopal Argentina preside la Comisión de Ayuda a las Regiones más Necesitadas.